# Drávapalkonya
Drávapalkonya (kroatisch Palkanja) ist eine ungarische Gemeinde im Kreis Siklós im Komitat Baranya.

## Geografische Lage
Drávapalkonya liegt gut 10 Kilometer südwestlich der Kreisstadt Siklós und ungefähr drei Kilometer nördlich des Flusses Drau, der die Grenze zu Kroatien bildet. Nachbargemeinden sind Drávacsehi und Drávaszabolcs. Jenseits der Grenze liegt der kroatische Ort Donji Miholjac.

## Sehenswürdigkeiten
- Reformierte Kirche, ursprünglich 1836 erbaut, im Zweiten Weltkrieg zerstört und später mit privaten Mitteln zum Teil restauriert
- Weltkriegsdenkmäler

## Verkehr
Durch Drávapalkonya verläuft die Nebenstraße Nr. 58118 von Drávaszabolcs nach Drávacsehi. Es bestehen Busverbindungen über Drávaszabolcs nach Harkány. Der nächstgelegene Bahnhof befindet sich 35 Kilometer nördlich in Pécs.